# Produsuario
Produsuario es un neologismo nacido en la era de la Web 2.0, que hace referencia a un nuevo individuo de la cultura actual, inmerso en las redes sociales que convive con la era de Internet.
Mezcla los conceptos de usuario, persona que pasivamente visitaba páginas web estáticas en la Web 1.0 y el de productor de información, generador de comunicación bilateral o multilateral que se puede considerar un nuevo tipo de comunicador activo y participativo en las sociedad del conocimiento. Su significado se acerca al de prosumidor, acrónimo de las palabras productor y consumidor, términos que la Web 2.0 ha acercado, gracias a su capacidad re-writable: se puede leer y escribir fácilmente.
Supera el esquema comunicativo tradicional que establecía un emisor y un receptor, separados por el mensaje y su medio, para entrar en un esquema de comunicación orquestal, como el que proponía la escuela de Palo Alto.
Un término que se relaciona a este concepto es el de prosumidores. Si bien incluye a un consumidor activo y no solo un usuario de contenidos pasivo, su esencia tiene similitudes con la del produsuario.
La nueva era de las 2.0 plantea un rol de la participación de usuarios como eje central y una comunicación multidireccional. Los usuarios comenzaron a conocer las aplicaciones de la web y a utilizarlas de manera bien fácil. Si a esto le sumamos el acceso continuo a través de Teléfono inteligente y Teléfonos Móviles, tenemos un panorama más que interesante en el uso siempre activo sobre los contenidos digitales.

## Cultura de la colaboración
El produsuario y la produsuaria participa, sin quererlo o decidiendo ser consciente, en una nueva galaxia de contenidos digitales, que aparecen en el mercado comunicativo de mano de las empresas de comunicación tradicionales, y de los nuevos contenidos que a modo multicast, de muchos emisores a varios receptores simultáneamente, se producen, usan y consumen.
En esta nueva cultura, hay muchos contenidos que antes eran privados, incluso de la esfera personal, que ahora se comparten en las nuevas  plataformas sociales. También está surgiendo de la mano de las personas produsuarias una cultura de participación y de generación colectiva de contenidos interactivos, que podemos llamar crowdsourcing o creación colectiva.

## Ámbito educativo
En el aspecto educativo, este concepto se aproxima a la idea de educomunicador, persona que comunica educando, y educa mientras comunica. Es la idea de la educomunicación la que engloba esta nueva manera de la educación en comunicación, y viceversa, la comunicación como un elemento clave en la educación.
Una persona produsuaria en el campo educativo, es la que aprende y la que enseña, en un sistema interactivo, abierto a la opinión, la participación y la construcción de los aprendizajes, con una actitud Web 2.0, es decir, de lectura y escritura, de recibir y de dar, de expresarse y comunicarse en el ciberespacio, de saber trabajar individual y en grupo, etc.
Por otro lado,  si pensamos en un aprendizaje social, con interacciones continuas entre Produsuarios, será necesario pensar también a la actividad como el centro del proceso para lograr construir conocimiento colaborativamente, no los materiales ya que estos últimos serán seguramente reconfigurados por estos produsuarios. ¿Cómo? Dialogando, produciendo e intercambiando. Las actividades propuestas deben ser significativas para que éstos acepten participar para luego producir colaborativamente. 
Es decir, podemos pensar en la construcción social del conocimiento, donde el aprendizaje también se construye, y el alumno trabaja colaborativamente con el resto de los actores.